# Megalorchestia minor
Megalorchestia minor är en kräftdjursart som först beskrevs av Edward Lloyd Bousfield 1957.  Megalorchestia minor ingår i släktet Megalorchestia och familjen tångloppor. Inga underarter finns listade i Catalogue of Life.